# Burg Elvenich
Die Wasserburg Burg Elvenich stand in Oberelvenich, einem Stadtteil von Zülpich im Kreis Euskirchen in Nordrhein-Westfalen.
In Elvenich, dem heutigen Oberelvenich, stand neben dem Schloss Bollheim eine weitere Burg. Über diese Burg Elvenich ist kaum etwas bekannt. Wahrscheinlich stand sie neben der damaligen Ölmühle.
1166 urkundeten die Adeligen Arnold und Rembert von Elvenich. Sie werden sich nach dem gleichnamigen Adelssitz benannt haben. Das Adelsgeschlecht wird noch im 14. Jahrhundert genannt. 1399 wird die Burg als Besitz des Knappen Rabodo von Gymnich erwähnt, als er versuchte, die Burg mit Vorburg, Gräben und Befestigungen dem Erzbischof von Köln zum Offenhaus anzutragen. Rabodo befand sich gerade in einer Fehde mit einem Nachbarn, Hilger von Langenau auf Lüssem. Seine Erben verkauften 1419 das Anwesen an Rolmann von Geisbusch. Danach wird die Burg nie wieder genannt.